# Alison Wright (actrice)
Pour les autres personnes portant le même nom, voir Alison Wright.
Alison Wright, née le 12 juillet 1976, est une actrice britannique. Elle est surtout connue pour son rôle de Martha Hanson dans la série dramatique d'espionnage The Americans (2013-2017), pour laquelle elle reçoit des éloges de la critique et est nommée aux Primetime Emmy Awards en 2017.

## Biographie
Alison Wright est née le 12 juillet 1976 à Sunderland, où elle est élevée par ses parents adoptifs.
Elle commence à danser et à jouer à un jeune âge. Wright étudie au prestigieux Lee Strasberg Theatre and Film Institute et au Barrow Group (en) à New York. Elle travaille comme serveuse tout en auditionnant pour des rôles.

## Carrière
Alison Wright fait ses débuts d'actrice dans le film de comédie dramatique Le Journal d'une baby-sitter, sorti en 2007. Ce rôle est suivi d'apparitions dans divers courts métrages. Elle fait ses débuts sur scène en tant que Molly Bhatt dans la pièce de théâtre Rafta, Rafta... (en) (2008), puis elle obtient un rôle dans la pièce Marie and Bruce (2011), toutes deux au Acorn Theatre (en).
En 2013, l'actrice fait ses débuts à la télévision dans la série dramatique d'espionnage The Americans. Sa performance en tant que Martha Hanson, une secrétaire solitaire du FBI qui est manipulée par un espion russe, reçoit des éloges critiques. Elle est promue et apparaît plus régulièrement à partir de la deuxième saison,. En 2017, Alison Wright reçoit une nomination aux Primetime Emmy Awards dans la catégorie "meilleure actrice invitée dans une série télévisée dramatique" pour son apparition dans la cinquième saison de The Americans. La série se termine après six saisons en 2018.
De 2015 à 2019, elle joue le rôle de Marjorie dans la série dramatique policière Sneaky Pete, rôle pour lequel elle recueille des critiques positives.
En 2016, l'actrice joue le rôle de Justine dans le thriller d'action Mr. Wolff et de Virginia Thomas (en) dans le thriller politique Confirmation (en).
En 2017, elle joue le rôle de Pauline Jameson, l'assistante de Robert Aldrich, dans la série de docudrames Feud. La série raconte la rivalité entre les actrices hollywoodiennes Bette Davis et Joan Crawford pendant et après la production de Qu'est-il arrivé à Baby Jane ?. Elle fait également ses débuts à Broadway en tant que Jessie dans la pièce Sweat (en).
En 2018, elle prend le rôle principal d'Ada dans le film dramatique historique Ask for Jane (en) et d'Emilia dans une production théâtrale de la tragédie shakespearienne Othello au Delacorte Theater. En 2019, elle obtient un rôle récurrent dans la deuxième saison de la série d'anthologies d'horreur psychologique Castle Rock. Alison y joue le rôle de Valerie, une "locale au bon cœur qui explore l'histoire perverse de la ville".
En 2020, l'actrice commence un rôle principal dans la série de thriller dystopique post-apocalyptique Snowpiercer basé sur le film de 2013 du même nom. Elle joue le rôle de Ruth Wardell dans la série, une employée de la conciergerie à bord du train qui aide à s'occuper des passagers de première classe. Cette année-là également, elle a fait une apparition en tant que Mme Roswell, la gardienne des studios Ace, dans la mini-série dramatique Hollywood.

## Filmographie

### Cinéma

#### Longs métrages
- 2007 : Le Journal d'une baby-sitter (The Nanny Diaries) de Shari Springer Berman et Robert Pulcini : Bridget
- 2015 : Good Ol' Boy de Frank Lotito : Mme Reynolds
- 2016 : Mr. Wolff (The Accountant) de Gavin O'Connor : Justine
- 2017 : Active Adults d'Aaron Fisher-Cohen : La thérapeute
- 2018 : Ask for Jane de Rachel Carey : Ada

#### Courts métrages
- 2009 : Nights de Stephen Hutchinson : La barman
- 2011 : Braaains! de Margot Arakelian : Monique Gold
- 2019 : Georgica de Kim Delise : Sophie

### Télévision

#### Séries télévisées
- 2013 : Blue Bloods : Brijita Holden
- 2013 - 2017 : The Americans : Martha Hanson
- 2015 - 2019 : Sneaky Pete : Marjorie
- 2017 : Feud : Pauline Jameson
- 2019 : Castle Rock : Valérie
- 2020 : Hollywood : Madame Roswell
- 2020 - 2022 : Snowpiercer : Ruth Wardell
- 2022 : Physical : Luanne
- 2024 :  The madness

#### Téléfilm
- 2016 : Confirmation de Rick Famuyiwa : Virginia Thomas

## Récompenses et nominations
| Année | Récompense                              | Catégorie                                                                           | Œuvre         | Résultat   | Réf    |
| ----- | --------------------------------------- | ----------------------------------------------------------------------------------- | ------------- | ---------- | ------ |
| 2016  | 13e Gold Derby Awards (en)              | Meilleure actrice dans un second rôle dramatique                                    | The Americans | Nomination | [ 14 ] |
| 2016  | 20e OFTA Television Awards              | Meilleure actrice dans un second rôle dans une série dramatique                     | The Americans | Nomination | [ 15 ] |
| 2017  | 21e cérémonie des Satellite Awards      | Meilleure actrice dans un second rôle dans une série, une mini-série ou un téléfilm | The Americans | Nomination | [ 16 ] |
| 2017  | 14e Gold Derby Awards (en)              | Meilleure actrice dramatique invitée                                                | The Americans | Nomination | [ 17 ] |
| 2017  | 69e cérémonie des Primetime Emmy Awards | Meilleure actrice invitée dans une série télévisée dramatique                       | The Americans | Nomination | [ 8 ]  |
| 2017  | 21e OFTA Television Awards              | Meilleure actrice invitée dans une série dramatique                                 | The Americans | Nomination | [ 18 ] |
| 2019  | 64e Drama Desk Awards                   | Actrice vedette exceptionnelle dans une pièce (en)                                  | Othello       | Nomination | [ 19 ] |
| 2021  | 1st Critics' Choice Super Awards (en)   | Meilleure actrice dans une série d'action                                           | Snowpiercer   | Nomination | [ 20 ] |